# Kanton Rougemont-le-Château
Het Kanton Rougemont-le-Château is een voormalig kanton van het departement Territoire de Belfort in Frankrijk.
Het kanton maakte deel uit van het arrondissement Belfort tot het op 22 maart 2015 werd opgeheven en de gemeenten bij het aangrenzende Kanton Giromagny werden gevoegd.

## Gemeenten
Het kanton Rougemont-le-Château omvatte de volgende gemeenten:
- Anjoutey
- Bourg-sous-Châtelet
- Étueffont
- Felon
- Lachapelle-sous-Rougemont
- Lamadeleine-Val-des-Anges
- Leval
- Petitefontaine
- Romagny-sous-Rougemont
- Rougemont-le-Château (hoofdplaats)
- Saint-Germain-le-Châtelet